# Ternant-les-Eaux
 Ternant-les-Eaux  es una población y comuna francesa, situada en la región de Auvernia, departamento de Puy-de-Dôme, en el distrito de Issoire y cantón de Ardes.

## Demografía
| 71 | 75 | 63 | 33 | 39 | 40 |
| Para los censos de 1962 a 1999 la población legal corresponde a la población sin duplicidades (Fuente: INSEE [Consultar]) |    |    |    |    |    |